# 鄭瑞祥
鄭瑞祥，MBE（英籍香港船舶工程师、航运业企业家，世界船王董浩云的高参。

## 生平
祖籍浙江宁波慈溪，1930年生于上海，是民国女船王郑孙文淑之子。早年赴英国念书，毕业于苏格兰格拉斯哥大学，并获得建筑学博士学位。毕业后郑瑞祥前往香港，专营船舶设计，而郑瑞祥尤善远洋集装箱大型船舶设计。在香港工作时，郑瑞祥结识了董浩云，此后成为了董浩云的造船参谋，并历任香港海洋技术顾问有限公司、海洋科技器材有限公司执行董事。之后郑瑞祥又自创建郑瑞祥船舶设计咨询有限公司，在香港、上海均有分部，共设计各种船舶超过300艘，并于1985年与上海江南造船厂联合设计64000吨巴拿马型散货船，是中国大陆改革开放后现代远洋集装箱货轮设计之始。2012年至2014年，郑瑞祥将平生共计200箱资料文献捐赠上海交通大学，是上海交通大学图书馆史上最大文献捐赠。2006年，郑瑞祥又任香港船舶顾问委员会委员，因在船舶设计及国际航运方面贡献，获英国女王伊丽莎白二世颁授大英帝国官佐勋章（MBE）。